# Apatura vietnamica
Apatura vietnamica är en fjärilsart som beskrevs av Nguyen 1979. Apatura vietnamica ingår i släktet Apatura och familjen praktfjärilar. Inga underarter finns listade i Catalogue of Life.